# Michael Alpert

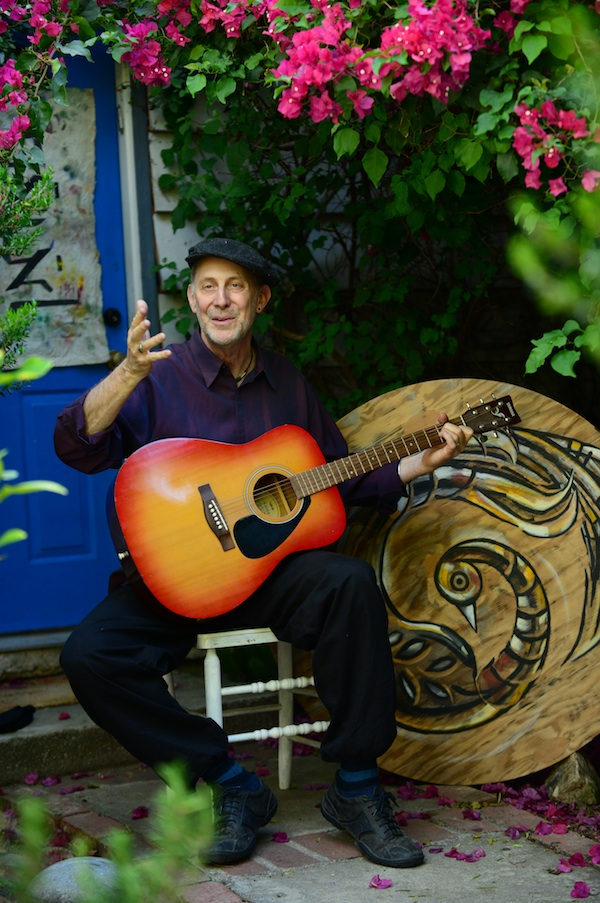
Michael Alpert, 2016

Michael „Mike“ Alpert (* 20. Februar 1954 in Los Angeles) ist ein US-amerikanischer Klezmersänger und Interpret jiddischer Musik, Multiinstrumentalist (Akkordeon, Violine, Gitarre, Perkussion), Tänzer, Komponist und Vermittler der osteuropäischen jiddischen Tradition.

## Leben
Alpert wuchs in einer jiddisch sprechenden Familie auf. Sein Vater stammte aus Litauen, seine Mutter entstammte einer Bostoner Familie ukrainischer Einwanderer. Seit er 1979 nach New York zog, trat er als Solist, mit Gruppen wie  The An-Sky Ensemble, Brave Old World, Khevrisa, The Brothers Nazaroff und Voices of Ashkenaz und Künstlern wie David Krakauer, dem Folksänger Theodore Bikel, dem ukrainischen Banduristen Julian Kytasty und dem Salsamusiker Larry Harlow auf. Als künstlerischer Leiter der Produktion Itzhak Perlman: In the Fiddler's House von PBS erhielt er einen Emmy Award. Mit der Gruppe Kapelye spielte er die Musik zu dem Film The Chosen.
Mit LeeEllen Friedland nahm er als Erster eine systematische Dokumentation und den Unterricht der jiddischen Tanztradition in Angriff. Als Leiter jiddischer Kulturprogramme weltweit, als Lehrer an der Indiana University, der Oxford University und Columbia University und in Publikationen vermittelt Alpert die osteuropäische jiddische Kultur der Zeit vor dem Zweiten Weltkrieg an jüngere Generationen. Er arbeitete viele Jahre am YIVO Institute for Jewish Research, als künstlerischer Leiter von KlezKanada in Montreal, Berater des Jüdischen Kulturfestivals in Krakau und ist Senior Research Fellow des Center for Traditional Music and Dance in New York. 2015 erhielt er den National Heritage Award des National Endowment for the Arts.